# Cerkiew Zmartwychwstania Pańskiego w Dziśnie
Cerkiew pod wezwaniem Zmartwychwstania Pańskiego – prawosławna cerkiew parafialna w Dziśnie. Należy do dekanatu miorskiego eparchii połockiej i głębockiej Egzarchatu Białoruskiego Patriarchatu Moskiewskiego.
Cerkiew zbudowano w 1870. W czasach przynależności Dzisny do ZSRR świątynia była zamknięta. Zwrócona wiernym w 1992. Obecnie przy cerkwi działa szkoła niedzielna.
W cerkwi znajdowała się raka z relikwiami kapłana-nowomęczennika Konstantego Żdanowa (1875–1919), kanonizowanego w 2011 jako Konstanty Szarkowszczyński. 27 kwietnia 2020 r. relikwie zostały przeniesione do soboru katedralnego w Połocku.

## Galeria

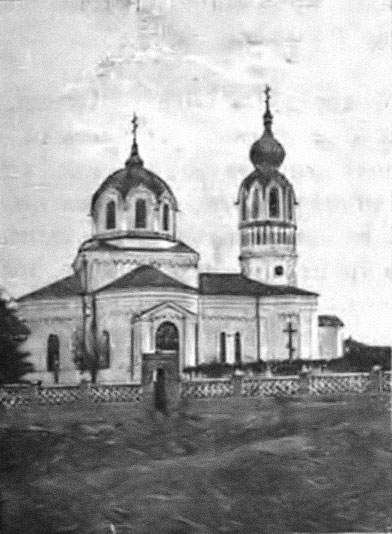
Cerkiew w 1896
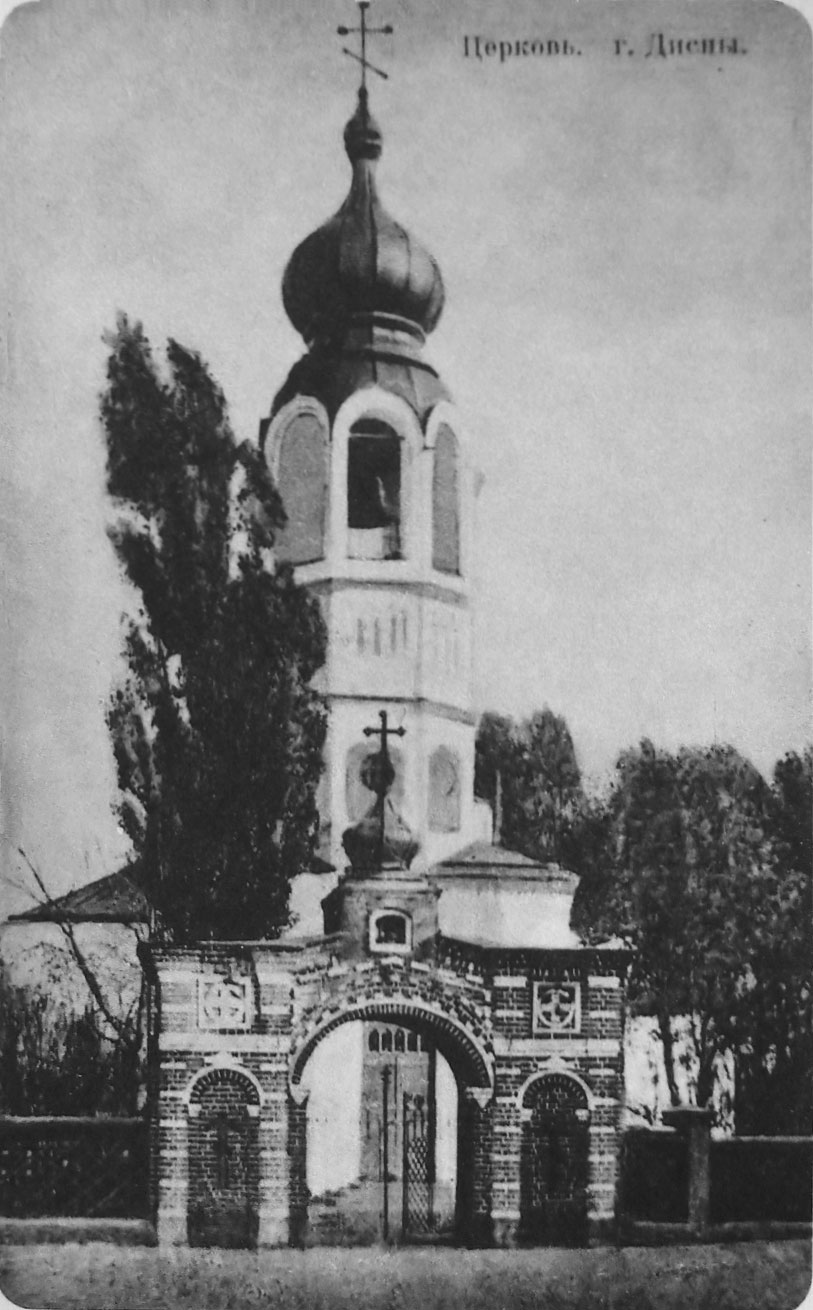
Dzwonnica przed 1915
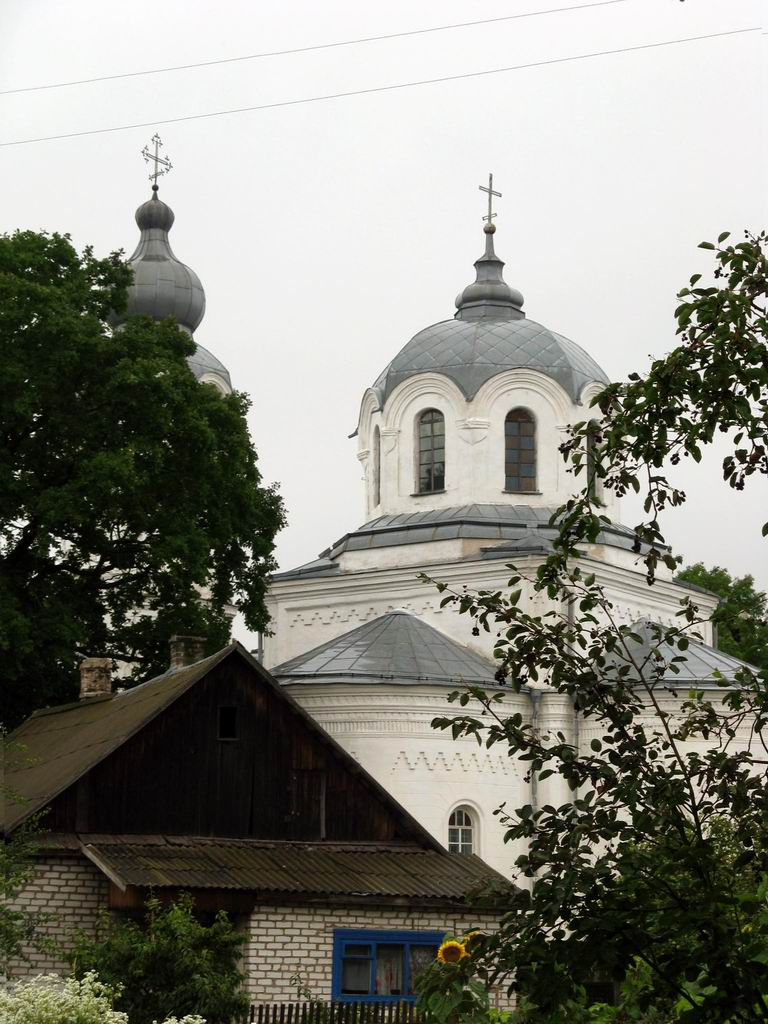
Widok współczesny
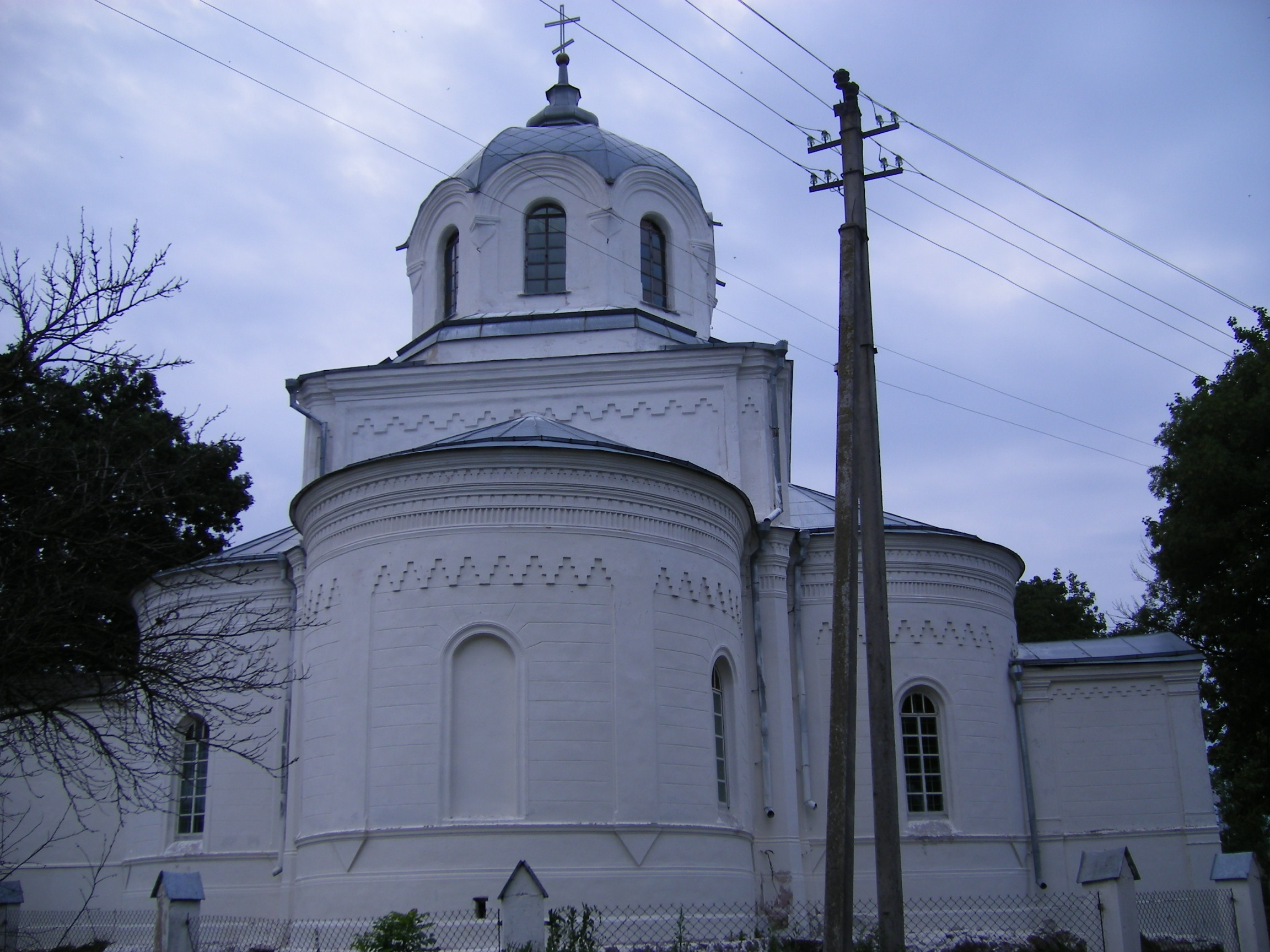
Widok od strony prezbiterium
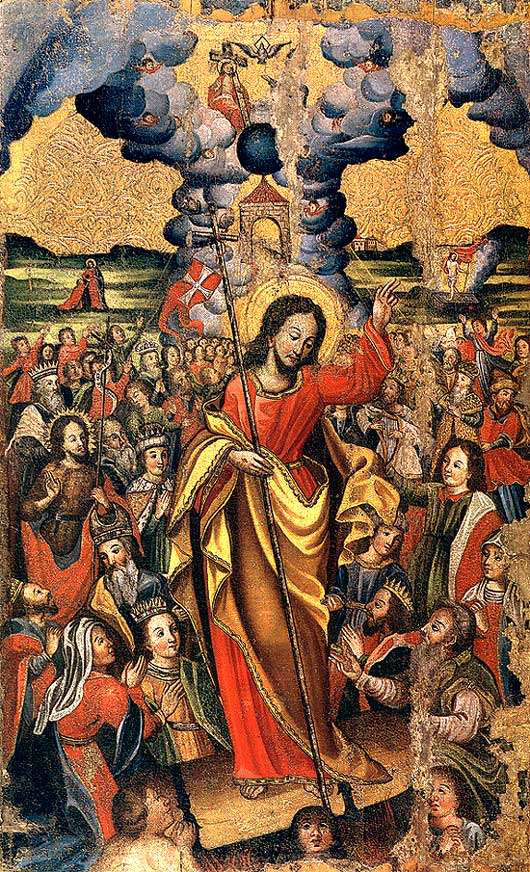
Obraz Zmartwychwstanie – Zstąpienie do piekła z końca XVII w. (obecnie w Białoruskim Narodowym Muzeum Sztuki)